# Taalmeer
Het Taalmeer is een kratermeer met zoetwater op het Filipijnse eiland Luzon in de provincie Batangas ten noorden van de provinciehoofdstad Batangas City. Het meer werd gevormd toen meerdere grote vulkanische uitbarstingen zo'n 100.000 tot 500.000 jaar geleden resulteerden in een caldera. Met een geschatte oppervlakte van bijna 23.500 hectare is het meer het op twee na het grootste meer van de Filipijnen. In het midden van het meer ligt een van de vele actieve vulkanen van het land, de Taal vulkaan.
Het water in het meer wordt aangevoerd door bergstroompjes vanuit de nabijgelegen Tagaytay Ridge en de bergen Naligang, Cayluya en Palay-Palay in het westen. Het water wordt weer afgevoerd richting het zuidwesten in de Pansipit rivier, die uitmondt in de Balayan baai bij Lemery
In het Taalmeer komen vier vissoorten voor die endemisch zijn voor dit meer. Deze soorten zijn: Sardinella tawilis, Mionurus bombonensis, Rhinogobius flavoventris en Petroscirtes ferox. Het meer heeft ook een endemische soort zeeslang Leioselasma semperi, die zich in korte tijd aan het leven in zoet water heeft aangepast na een eruptie in de zestiende eeuw die het meer van de zee afsneed.